# Huaynaputina
Huaynaputina (quechua: Waynaputina) er en stratovulkan, der ligger i det vulkanske højland i det sydlige Peru. Vulkanen kan ikke identificeres som en selvstædig bjerg, men som et kæmpe vulkankrater. Vulkanen har produceret andesite og dacite med højt kaliumindhold. Den 19. februar 1600 eksploderede Huaynaputina i en kolossal eksplosion (6 på VEI-skalaen), der er den største vulkanske eksplosion i Sydamerika i historisk tid. Eruption forsatte med en række begivenheder indtil marts samme år. En skildring af begivenhederne er fortalt i Fray Antonio Vazquez de Espinosas Compendio y Descripción de las Indias, der er oversat til engelsk som Kompendium og beskrivelse af Vestindien i 1942.

## Effekter i regionen
Da Huaynaputina eksploderede produceredes omkring 30 kubikkilometer aske og den pyroklastisk vulkanudbrud nåede 13 km mod øst og sydøst. Udbruddet ødelagde flere bosættelser og nåede Stillehavet 120 km væk. Udbruddet startede med en plinisk røgfane, der strakte sig ind i stratosfæren og aske nedfaldet og de medfølgende jordskælv forårsagede store ødelæggelser i storbyer som Arequipa (70 km mod vest) og Moquegua.

## Globale effekter

### Rusland
Eksplosion havde effekt på klimaet på den nordlige halvkugle, 1601 var det koldeste år i sekshundrede år, hvilket førte til hungersnød i Rusland, den russiske hungersnød 1601-1603.

### Grønland
På Grønland er der fundet svovelsyreindhold iskernerne som var højere end efter Krakatau-udbruddet i 1883.